# Pleysteinita
La pleysteinita és un mineral de la classe dels fosfats, que pertany al grup de la paulkerrita. Rep nom per Pleystein, un municipi alemany molt proper a la localitat tipus.

## Característiques
La pleysteinita és un fosfat de fórmula química [(H₂O)0.5K0.5]₂Mn₂Al₃(PO₄)₄F₂·14H₂O. Va ser aprovada com a espècie vàlida per l'Associació Mineralògica Internacional l'any 2022 i publicada un any després. Cristal·litza en el sistema ortoròmbic. És una espècie anàloga de Mn²⁺ de la mantienneïta, i d'alumini de la benyacarita.
Les mostres que van servir per a determinar l'espècie, el que es coneix com a material tipus, es troben conservades a les col·leccions del museu d'història natural de l'estat de Baviera, a Alemanya, amb el número de registre msm 38032, i al Museu d'Història Natural del Comtat de Los Angeles, a Los Angeles (Califòrnia) amb el número de catàleg: 76271.

## Formació i jaciments
Va ser descoberta a la pegmatita Hagendorf South, situada a la localitat de Hagendorf, dins el districte de Neustadt an der Waldnaab, a l'Alt Palatinat (Baviera, Alemanya). Aquest indret és l'únic a tot el planeta on ha estat descrita aquesta espècie mineral.